# Hyophila spathulata
Hyophila spathulata là một loài rêu trong họ Pottiaceae. Loài này được (Harv.) A. Jaeger mô tả khoa học đầu tiên năm 1873.